# St. Canisiussingel
De St. Canisiussingel, vaak kortweg Canisiussingel genoemd, is een weg in het stadscentrum van de Nederlandse stad Nijmegen. De Canisiussingel loopt van Keizer Traianusplein tot de kruising Hertogstraat/Prins Hendrikstraat en gaat daar over in de Oranjesingel richting het Keizer Karelplein.
De St. Canisiussingel maakt deel uit van de N 326 en is een van de drukste straten in Nijmegen. De weg is uitgevoerd weg met 4 rijstroken zonder middenberm met aan beide zijden een ventweg. Langs de straat staan, in tegenstelling tot de Oranjesingel waar vele rijks- en gemeentelijke monumenten staan, met name moderne kantoorgebouwen en appartementen.

## Geschiedenis
De straat is vernoemd naar Petrus Canisius, een bekende 16-eeuwse jezuïet.
De omgeving van de St. Canisiussingel werd op 22 februari 1944 zwaar getroffen bij het geallieerde bombardement van die dag.
Op 15 januari 2010 vond op een van de zebrapaden op de St. Canisiussingel een fatale aanrijding plaats. De slepende strafzaak die daarop volgde, is bekend geworden als de Nijmeegse scooterzaak.

## Afbeeldingen

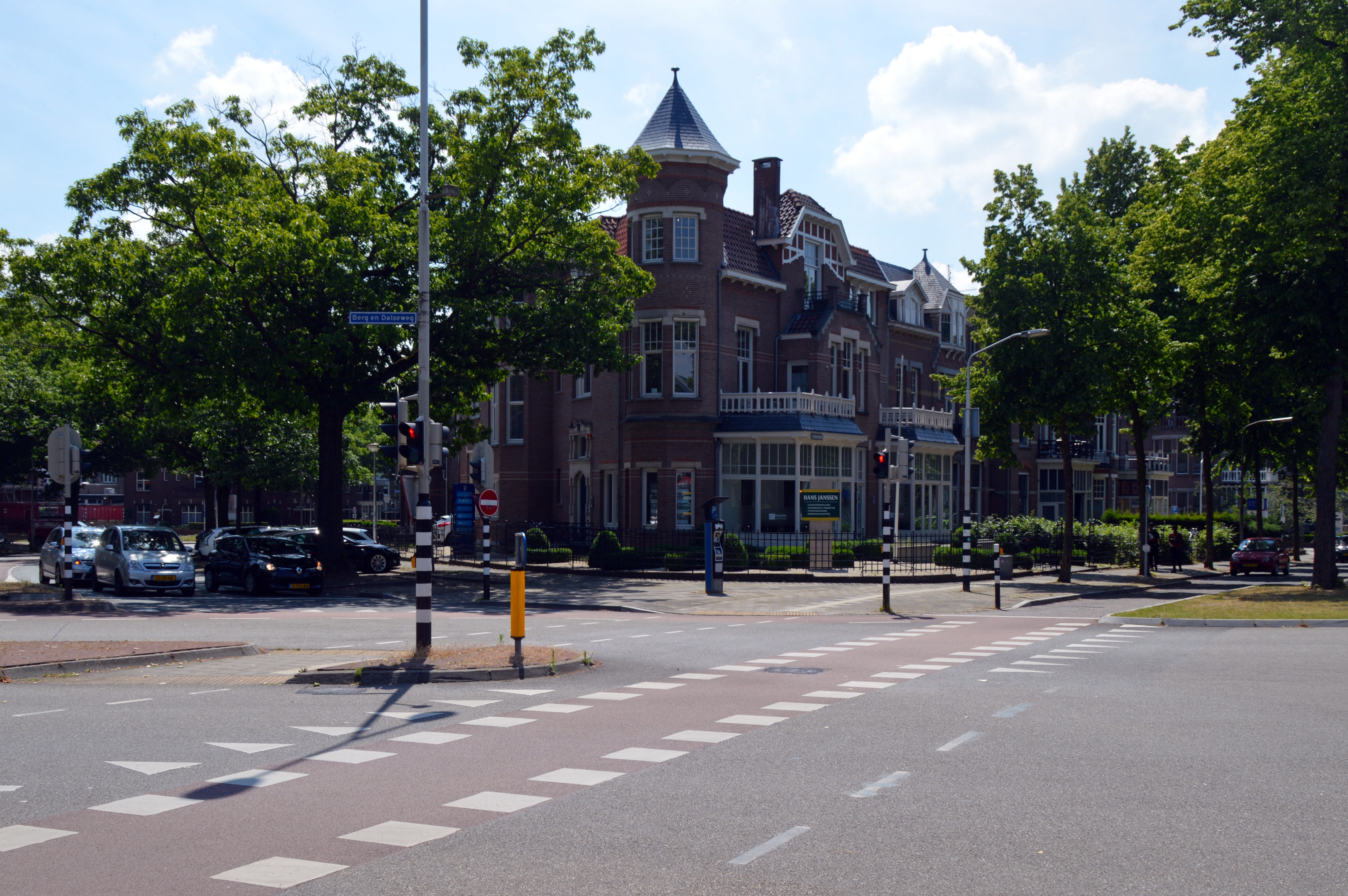
St. Canisiussingel 19H, hoek Berg en Dalseweg